# کاسترا
کاسترا (دژ جنگی) یا اپسیلون بزغاله یک ستاره است که در صورت فلکی بزغاله قرار دارد.